# Vera Squarcialupi
Vera Liliana Squarcialupi (née le 5 août 1928 à Pola et morte le 3 avril 2021) est une journaliste et une femme politique italienne, indépendante de gauche, élue avec le Parti communiste italien.
En juin 1979, elle est élue député européen, réélue en 1984, sur les listes du PCI.